# Notopygus lucidulus
Notopygus lucidulus là một loài tò vò trong họ Ichneumonidae.